# UFC 316
UFC 316: Dvalishvili vs. O'Malley 2 fue un evento de artes marciales mixtas producido por Ultimate Fighting Championship que se llevó a cabo el 7 de junio de 2025 en el Prudential Center, en Newark, Nueva Jersey, Estados Unidos.

## Antecedentes
El evento marcó la undécima visita de la promoción a Newark y la primera desde UFC 302 en junio de 2024.
Está prevista una revancha por el Campeonato de Peso Gallo de la UFC entre el actual campeón Merab Dvalishvili y el excampeón Sean O'Malley como evento estelar. Ambos se enfrentaron previamente en septiembre de 2024 en UFC 306, donde Dvalishvili se alzó con el título por decisión unánime.
Está previsto que una pelea por el Campeonato de peso gallo femenino de UFC entre la actual dos veces campeona Julianna Peña y la medallista de oro olímpica de judo de 2012 y 2016 Kayla Harrison sea co-encabezada por este evento.
Se programó un combate de peso gallo entre el ex aspirante al título Marlon Vera y Mario Bautista para este evento. Se esperaba que se enfrentaran en UFC Fight Night: Sandhagen vs. Figueiredo en mayo, pero el encuentro se trasladó a este evento por razones desconocidas.  A su vez, Vera se retiró a mediados de mayo por razones no reveladas y fue reemplazado por el recién llegado a la promoción y ex campeón mundial de peso gallo de Bellator, Patchy Mix.
Se esperaba que Uroš Medić se enfrentara a Khaos Williams en un combate de peso wélter en la cartelera preliminar. Sin embargo, Medić se retiró a finales de mayo debido a una sinusitis y fue reemplazado por el recién llegado a la promoción, Albert Tadevosyan. A su vez, Tadevosyan no pasó sus pruebas médicas, por lo que Williams se enfrentó a otro recién llegado, Andreas Gustafsson, quien originalmente estaba programado para competir en UFC on ESPN: Blanchfield vs. Barber una semana antes.
En el pesaje, Ariane Lipski pesó 132 libras, seis libras por encima del límite de peso mosca para peleas sin título. Su combate con Wang Cong se desarrolló en peso pactado y recibió una multa del 25% de su premio, que fue para Wang.

## Resultados
1. ↑  Por el Campeonato de Peso Gallo de UFC.
2. ↑  Por el Campeonato de Peso Gallo Femenino de UFC. A Peña se le descontó un punto en el primer asalto debido a patadas ascendentes ilegales.

## Bonificaciones
Los siguientes peleadores recibieron bonificaciones de 50.000 dólares.
- Pelea de la Noche:
- Actuación de la Noche: Merab Dvalishvili, Kayla Harrison, Kevin Holland y Yoo Joo-sang